# Estadio de Gaziantep
El Estadio de Gaziantep (en turco: Gaziantep Stadyumu) originalmente Gaziantep Arena, es un estadio de fútbol, ubicado en las afueras de la ciudad de Gaziantep, Turquía. Fue inaugurado en 2017 y posee una capacidad para 35.570 espectadores. Fue la casa del Gaziantepspor durante tres años, club local que cesó sus actividades en 2020, a partir de esa fecha, se convirtió exclusivamente en el lugar donde Gaziantep FK disputa sus partidos oficiales de la Superliga de Turquía y torneos continentales.
Reemplazó al antiguo Estadio Gaziantep Kamil Ocak (emplazado en una ubicación diferente), demolido en 2018, que tenía un aforo de 16.980 espectadores.

## Historia
Con el ambicioso proyecto llevado a cabo por el Ministerio de Deportes de Turquía para construir y remodelar estadios de fútbol con el fin de hacer de Turquía un país capaz de albergar grandes eventos deportivos a escala mundial, como la Copa Mundial de la FIFA, o la fallida candidatura a la Eurocopa 2024. Se aprobó en 2012 la construcción de un nuevo estadio en la ciudad de Gaziantep. Fue diseñado por el equipo de arquitectos de Bahadir Kul Architects, la construcción comenzó el 24 de agosto de 2013 tras la selección de May and Egemen Inşaat como contratista responsable de la construcción del nuevo estadio. Según la planificación inicial, la fecha de finalización estaba prevista para mediados de 2015; sin embargo, al final de este período, numerosos retrasos en la construcción de la cubierta, falta de instalación de redes de agua, alcantarillado, electricidad y fibra óptica, así como la colocación del mobiliario en todos los sectores del nuevo estadio, hicieron inviable su inauguración.
El estadio se inauguró finalmente el 15 de enero de 2017 con un partido válido por la Süper Lig 2016-17 entre Gaziantepspor y Antalyaspor, en el que se impuso el club visitante por 0–3.